# 西皇姑庵遗址
西皇姑庵遗址，遗址位于中华人民共和国山东省青岛市胶州市铺集镇西皇姑庵村，是中华人民共和国全国重点文物保护单位之一。
1992年6月12日，公布为山东省文物保护单位，2013年5月公布为全国重点文物保护单位，是一座古遗址。